# César (ur. 1974)
César, właśc. César Aparecido Rodrigues (ur. 24 października 1974 roku w São Paulo) – brazylijski piłkarz.
Swoją karierę rozpoczął w małym klubie z São Paulo - Clube Atlético Juventus. Grał w nim w latach 1992 - 1994. W 1998 roku zaczął grać dla innego zespołu z Brazylii União Agrícola Barbarense Futebol Clube. W następnym roku (1999) przeszedł do
AD São Caetano. W barwach tego klubu wystąpił 31 razy i strzelił 8 bramek. Grał tam dwa lata i w 2001 roku przeszedł do włoskiego S.S. Lazio. W Lazio rozegrał 86 spotkań i strzelił 13 bramek. W 2006 roku przeszedł do Interu Mediolan, skąd został wypożyczony do Corinthians Paulistai na następne pół roku do A.S. Livorno Calcio. Pierwszy mecz w barwach Livorno César rozegrał 11 lutego 2007 roku przeciwko Interowi Mediolan. W 2008 roku podpisał kontrakt z Bologną FC, a 9 października 2009 roku przeszedł do Pesciny, w której w 2010 zakończył karierę.